# Coussarea pittieri
Coussarea pittieri är en måreväxtart som beskrevs av Julian Alfred Steyermark. Coussarea pittieri ingår i släktet Coussarea och familjen måreväxter. Inga underarter finns listade i Catalogue of Life.